# Anna Andersonová
Anna Andersonová (16. prosince 1896 – 12. února 1984) byla nejznámější z několika žen, které o sobě tvrdily, že jsou ruská velkokněžna Anastázie. Anastázie, nejmladší dcera posledního cara Mikuláše II. a jeho manželky Alexandry, byla zavražděna spolu se svými rodiči a sourozenci 17. července 1918 bolševiky, ale místo jejího pohřbu bylo neznámé až do roku 2007.
V roce 1920 skončila Andersonová po pokusu o sebevraždu v berlínské psychiatrické léčebně. Nejprve odmítla odhalit svou totožnost, pak uvedla jméno Čajkovskij a poté Anderson. V březnu 1922 se poprvé dostalo na veřejnost tvrzení, že Andersonová je ruskou velkokněžnou. Většina členů rodiny velkovévodkyně Anastasie a ti, kteří ji znali – včetně dvorního učitele Pierra Gilliarda – uvedli, že Andersonová je podvodnice, ale jiní lidé jí uvěřili. V roce 1927 soukromé vyšetřování financované Arnoštem Ludvíkem Hesenským zjistilo, že Andersonová je ve skutečnosti Franziska Schanzkowska, polská tovární dělnice trpící duševní chorobou. Po mnoha letech trvajících procesech německé soudy rozhodly, že Andersonová neprokázala, že je Anastázií, ale její tvrzení byla široce medializována.
V letech 1922 až 1968 žila Andersonová v Německu a ve Spojených státech s různými příznivci a v pečovatelských domech a sanatoriích, včetně alespoň jednoho pobytu v psychiatrické léčebně. V roce 1968 emigrovala do Spojených států. Krátce před vypršením platnosti víza se provdala za profesora historie Jacka Manahana, který byl později charakterizován jako „pravděpodobně nejoblíbenější excentrik Charlottesville“. Tím získala úřední jméno Anastasia Manahanová. Po její smrti v roce 1984 bylo tělo zpopelněno a popel byl pohřben na hřbitově na zámku Seeon v Německu.
Po pádu komunismu v Sovětském svazu byla nalezena těla cara, carevny a všech pěti jejich dětí. Několik laboratoří v různých zemích potvrdilo jejich identitu pomocí testů DNA. Testy DNA na prameni Andersonových vlasů a dochovaných lékařských vzorcích její tkáně ukázaly, že její DNA neodpovídá DNA ostatků ani DNA žijících příbuzných Romanovců. Místo toho se její mitochondriální DNA shodovala s DNA Karla Mauchera, prasynovce Franzisky Schanzkowské. Většina vědců, historiků a novinářů, kteří se případem zabývali, tak má za to, že Andersonová a Schanzkowska byla stejná osoba.